# Luis Gutiérrez Soto
Luis Gutiérrez Soto (Madrid, 6 giugno 1900 – Madrid, 4 febbraio 1977) è stato un architetto spagnolo, facente parte della Generazione del '27.

## Biografia

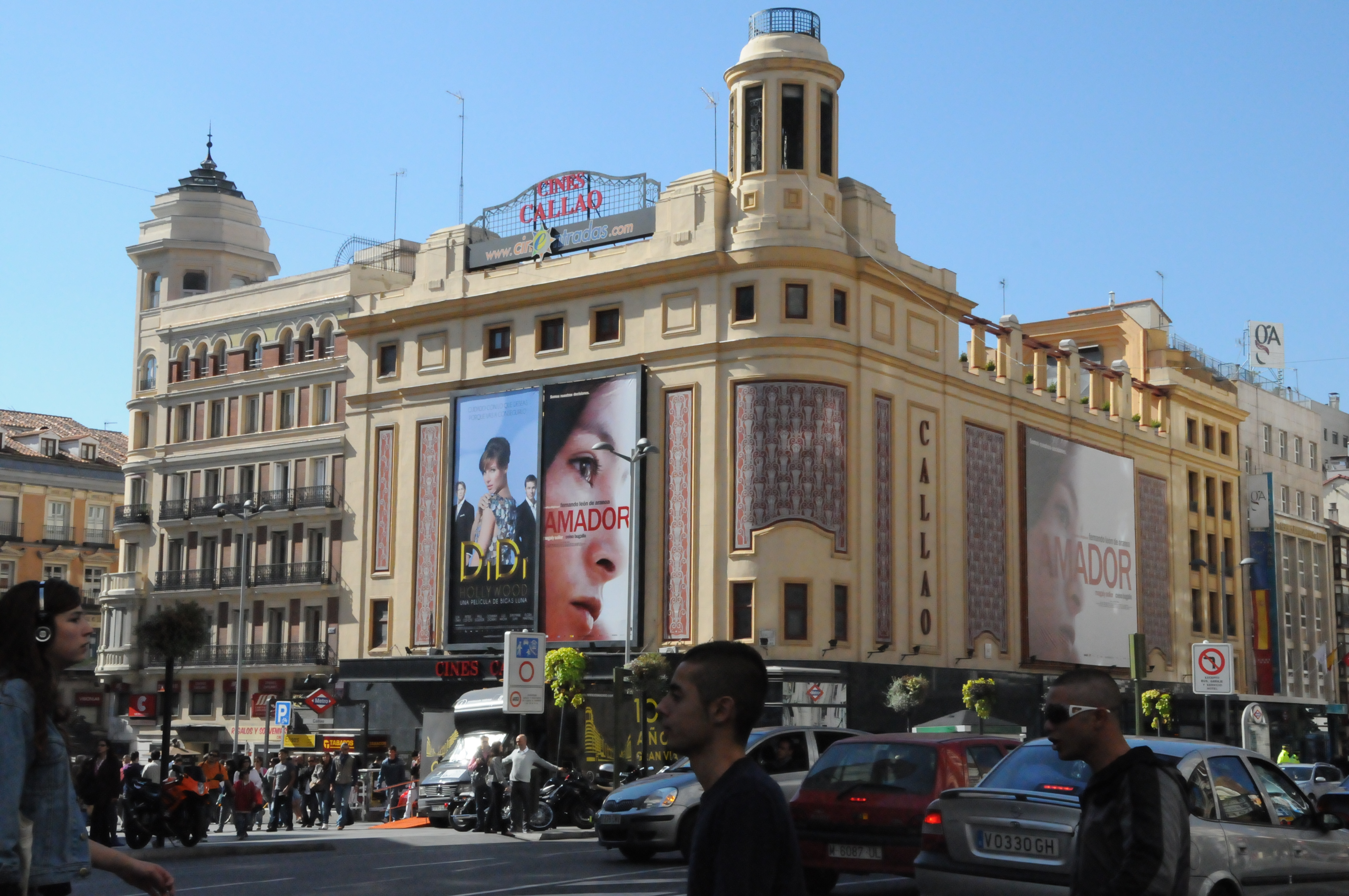
Cine Callao

Dopo aver conseguito la laurea nel 1923, lavorò per il Ministero della Pubblica Istruzione occupandosi della progettazione di edifici scolastici fino al 1929. Il suo primo progetto importante fu il Cine Callao (1926).
Inizialmente aderente allo stile architettonico razionalista, si reinventò durante la dittatura franchista, adattandosi all'estetica tradizionalista promossa dal regime che si rifaceva allo stile herreriano.
Morì a Madrid il 4 febbraio 1977 ed è stato sepolto nel cimitero di Mingorrubio-El Pardo. In circa 60 anni di attività, ha realizzato oltre 650 progetti, la maggior parte dei quali a Madrid.

## Opere
- Cine Callao (1926)
- Quartier generale dell'Ejército del Aire y del Espacio (1958)